# Resighea
Resighea (węg. Reszege) – wieś w Rumunii, w okręgu Satu Mare, w gminie Pișcolt. W 2011 roku liczyła 453 mieszkańców. 